# Regeringen Fälldin I
Regeringen Fälldin I var Sveriges regering fra 8. oktober 1976 og til 18. oktober 1978. Thorbjörn Fälldin blev Sveriges første ikke-socialdemokratiske statsminister siden Axel Pehrsson-Bramstorp (Bondeförbundet) havde været statsminister fra 19. juni til 28. september 1936. 
Regeringen Fälldin I var en koalitionsregering mellem Centerpartiet, Folkpartiet og Moderaterna.

## Ledende ministre
- statsminister: Thorbjörn Fälldin (Centerpartiet)
- udenrigsminister: Karin Söder (Centerpartiet)
- vicestatsminister samt minister for ulandsbistand og indvandring: Ola Ullsten (Folkpartiet)
- finans- og økonomiminister: Gösta Bohman (Moderaterna)

## Statssekretærer
- Hans Blix, udenrigspolitisk rådgiver

## Afgang
Regeringen blev afløst af Regeringen Ullsten, der sad fra 18. oktober 1978 til 12. oktober 1979, og som udelukkende bestod af ministre fra Folkpartiet. En af årsagerne til regeringsskiftet var uenighed mellem den afgående regerings tre partier om atomkraft.
Den 12. oktober 1979 vendte Thorbjörn Fälldin tilbage som statsminister. Regeringen Fälldin II bestod også af Centerpartiet, Folkpartiet og Moderaterna.  